# Boonyakait Wongsajaem
Boonyakait Wongsajaem (thailändisch บุญเกียรติ วงค์ษาแจ่ม, * 29. Juni 1994 in Lamphun), auch als Phak (thailändisch พาค) bekannt, ist ein thailändischer Fußballspieler.

## Karriere
Das Fußballspielen erlernte Boonyakait Wongsajaem in der Jugendmannschaft des damaligen Drittligisten Lamphun Warrior FC in Lamphun. Seinen ersten Vertrag unterschrieb der Torwart 2014 beim Erstligisten Army United in Bangkok. 2015 wechselte er zum Ligakonkurrenten Suphanburi FC nach Suphanburi. 2016 wurde er an den Zweitligisten PTT Rayong FC nach Rayong ausgeliehen. Nach Ende der Ausleihe wurde er von PTT fest verpflichtet. 2018 wurde er mit PTT Meister der Thai League 2 und stieg somit in die erste Liga auf. Zum Erstligaabsteiger BG Pathum United FC, der in Bangkok beheimatet ist, ging er 2019. Mitte 2019 wurde er die Rückserie an den Ligakonkurrenten Ayutthaya United FC nach Ayutthaya ausgeliehen. Für die Saison 2020 nahm ihn der Zweitligist Navy FC aus Sattahip unter Vertrag. Nach 34 Spielen in der zweiten Liga für die Navy wechselte er Mitte 2021 zum Zweitligaabsteiger Uthai Thani FC. Mit dem Verein aus Uthai Thani spielte er in der Northern Region der Liga. Am Ende der Saison 2021/22 feierte er mit Uthai Thani die Meisterschaft der Region. In der National Championship, den Aufstiegsspielen zur zweiten Liga, belegte man den ersten Platz und stieg nach einer Saison in der Drittklassigkeit wieder in zweite Liga auf. Am Ende der Saison wurde er mit Uthai Thani Tabellendritter und qualifizierte sich somit für die Aufstiegsspiele zur ersten Liga. Hier konnte man sich im Finale gegen den Customs United FC durchsetzen und stieg in die erste Liga auf.

## Erfolge
PTT Rayong FC
- Thailändischer Zweitligameister: 2018  ▲

Uthai Thani FC
- Thai League 3 – North: 2021/22
- Thai League 3 – National Championship: 2021/22  ▲